# العلاقات النيجرية الليبيرية
العلاقات النيجرية الليبيرية هي العلاقات الثنائية التي تجمع بين النيجر وليبيريا.

## مقارنة بين البلدين
هذه مقارنة عامة ومرجعية للدولتين:
| وجه المقارنة                                              | النيجر          | ليبيريا      |
| --------------------------------------------------------- | --------------- | ------------ |
| المساحة (كم2)                                             | 1.27 مليون      | 111.37 ألف   |
| عدد السكان (نسمة)                                         | 21.48 مليون     | 4.73 مليون   |
| الكثافة السكانية (ن./كم²)                                 | 16.91           | 42.47        |
| العاصمة                                                   | نيامي           | مونروفيا     |
| اللغة الرسمية                                             | لغة فرنسية      | لغة إنجليزية |
| العملة                                                    | فرنك غرب أفريقي | دولار ليبيري |
| الناتج المحلي الإجمالي (بليون دولار)                      | 8.12 مليار      | 2.16 مليار   |
| الناتج المحلي الإجمالي (تعادل القوة الشرائية) بليون دولار | 19.01 مليار     | 3.76 مليار   |
| الناتج المحلي الإجمالي الاسمي للفرد دولار أمريكي          | 358             | 455          |
| الناتج المحلي الإجمالي للفرد دولار أمريكي                 | 938             | 842          |
| مؤشر التنمية البشرية                                      | 0.348           | 0.430        |
| رمز المكالمات الدولي                                      | +227            | +231         |
| رمز الإنترنت                                              | .ne             | .lr          |
| المنطقة الزمنية                                           | ت ع م+01:00     | 00           |

## منظمات دولية مشتركة
يشترك البلدان في عضوية مجموعة من المنظمات الدولية، منها:
| علم المنظمة | اسم المنظمة                                 | تاريخ انضمام النيجر | تاريخ انضمام ليبيريا |
| ----------- | ------------------------------------------- | ------------------- | -------------------- |
|             | مؤسسة التنمية الدولية                       | 24 أبريل 1963       | 28 مارس 1962         |
|             | البنك الإفريقي للتنمية                      | ?                   | ?                    |
|             | مؤسسة التمويل الدولية                       | 7 يناير 1980        | 28 مارس 1962         |
|             | منظمة حظر الأسلحة الكيميائية                | ?                   | ?                    |
|             | الأمم المتحدة                               | 20 سبتمبر 1960      | 2 نوفمبر 1945        |
|             | الاتحاد الدولي للاتصالات                    | 14 نوفمبر 1960      | 10 أكتوبر 1927       |
|             | منظمة الشرطة الجنائية الدولية               | ?                   | ?                    |
|             | البنك الدولي للإنشاء والتعمير               | 24 أبريل 1963       | 28 مارس 1962         |
|             | الاتحاد البريدي العالمي                     | ?                   | ?                    |
|             | المركز الدولي لتسوية المنازعات الاستشارية   | 14 ديسمبر 1966      | 16 يوليو 1970        |
|             | وكالة ضمان الاستثمار متعدد الأطراف          | 10 مايو 2012        | 12 أبريل 2007        |
|             | مجموعة دول أفريقيا والكاريبي والمحيط الهادئ | ?                   | ?                    |
|             | الاتحاد الأفريقي                            | ?                   | ?                    |
|             | يونسكو                                      | 10 نوفمبر 1960      | 6 مارس 1947          |

## وصلات خارجية
- موقع وزارة الخارجية الليبيرية